# Georg von Waldersee (officier, 1824)
Ne doit pas être confondu avec Georg von Waldersee (officier, 1860).
Georg Ernst Franz Heinrich comte von Waldersee (né le 22 octobre 1824 à Berlin et mort le 30 octobre 1870 au Bourget) est un colonel prussien et commandant du 4e régiment de grenadiers de la Garde.

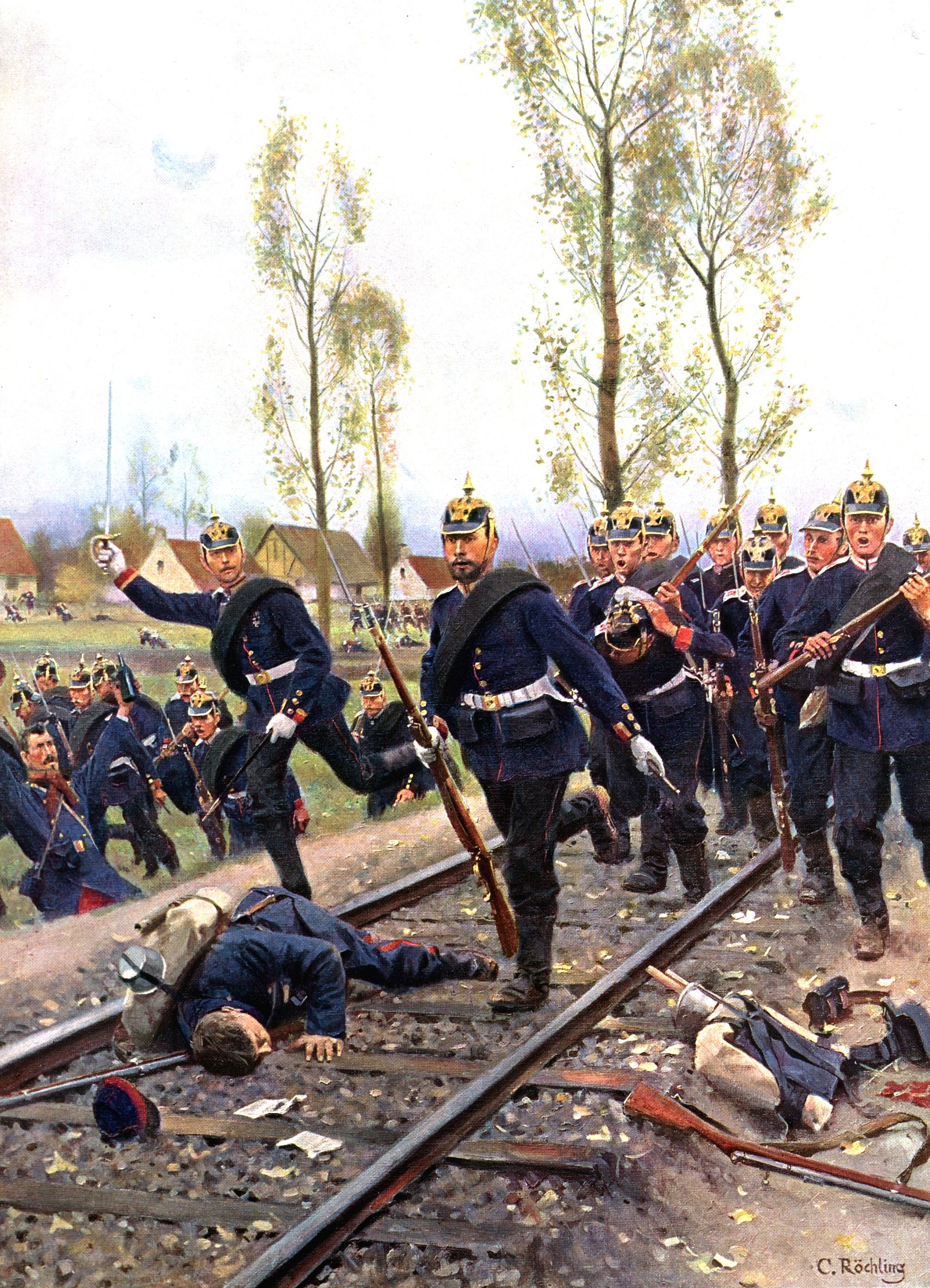
Le 1er régiment de grenadiers de la Garde le 30 octobre 1870 au Bourget, tableau de Carl Röchling

## Biographie

### Origine
Georg est un petit-fils de Franz von Waldersee (1763–1823), fils illégitime du prince (à partir de 1806 duc) Léopold III d'Anhalt-Dessau d'une liaison avec Johanne Eleonore Hoffmeier. Georg est le premier des six enfants du général de cavalerie prussien Franz von Waldersee (1791-1873) et de sa femme Bertha Wilhelmine Friederike, née von Hünerbein (née le 20 mars 1799 à Berlin et morte le 24 janvier 1859 à Posen). Il est le frère aîné du maréchal prussien et chef d'état-major Alfred von Waldersee.

### Carrière militaire
Waldersee s'engage le 12 août 1841 comme sous-lieutenant dans le 1er régiment à pied de la Garde de l'armée prussienne. Le 2 décembre 1851, il est nommé adjudant au commandement de l'infanterie de la Garde et y est promu premier lieutenant le 11 octobre 1853. Le 30 octobre 1855, il est ensuite nommé au Grand État-Major. Avec sa promotion au grade de capitaine, Waldersee y est muté le 22 avril 1856. À la mi-juillet 1858, il rejoint l'état-major général de la 6e division d'infanterie à Brandebourg-sur-la-Havel. Début juillet 1861, en tant que major, il est transféré à l'état-major général du 3e corps d'armée. Pendant la guerre contre le Danemark en 1864, Waldersee est impliqué dans la prise du redoute de Düppel et le passage vers Alsen. Pour ses réalisations, il reçoit l'ordre de l'Aigle rouge de 4e classe avec épées et l'ordre de la Couronne de 3e classe avec épées.
À la mi-décembre 1864, Waldersee retourne à l'état-major général et six mois plus tard reçoit un commandement de troupe. Il devient chef de bataillon au régiment de fusiliers de la Garde et à ce titre est promu lieutenant-colonel le 18 juin 1865. À ce titre, il dirige avec succès son unité en 1866 dans les batailles de Königinhof et de Sadowa contre les Autrichiens. Pour cela, Waldersee reçoit la croix de chevalier de l'ordre de la maison royale de Hohenzollern avec épées.
Après le traité de paix, il est nommé chef d'état-major général du 11e corps d'armée à Cassel et promu colonel le 18 avril 1867. En tant que tel, il est nommé le 13 janvier 1870 commandant du 4e régiment de grenadiers de la Garde. Avec ce régiment, Waldersee entre en guerre contre la France en 1870. Il est grièvement blessé lors de la bataille de Saint-Privat et reçoit la croix de fer de 2e classe. Après sa guérison, il participe au siège de Paris et meurt le 30 octobre 1870 au Bourget.
Waldersee est chevalier de l'Ordre de Saint-Jean.

### Famille
Le 27 octobre 1856, Waldersee se marie avec Laura von Knoblauch (1836-1904), fille de Friedrich Wilhelm von Knoblauch (1798-1852) et Pauline von Bardeleben (1811-1884) à Pessin. Le mariage donne naissance aux fils Georg (1860-1932) et Franz Georg Kurt Eduard (1862-1927).